# Boeing 737 AEW&C
Boeing 737 AEW&C — самолёт ДРЛОиУ американского производства на базе Boeing 737-700. Первый полёт совершил в 2004 году.
Создан по заказу 1999 года Королевских ВВС Австралии в рамках «Project Wedgetail» и получил обозначение E-7A Wedgetail. Позже самолёт приобрели ВВС Турции и ВВС Республики Корея, а в 2019 году заказ Boeing 737 AEW&C сделали Королевские ВВС Великобритании для замены устаревающих самолётов ДРЛО Boeing E-3D Sentry.

## Операторы
Австралия
- Королевские военно-воздушные силы Австралии — 6 самолётов, получивших обозначение «E-7A Wedgetail».

 Турция
- ВВС Турции — 4 самолёта, получивших обозначение «E-7T Peace Eagle».

 Республика Корея
- ВВС Республики Корея — 4 самолёта, получивших обозначение «Peace Eye».

 Великобритания
- Королевские военно-воздушные силы Великобритании — заказ на 5 Boeing 737 AEW&C, получивших аналогичное австралийскому обозначение «E-7A Wedgetail».

### Потенциальные покупатели
Ранее покупку самолётов Boeing 737 AEW&C рассматривали ВВС Италии, ВВС ОАЭ и ВВС Катара. 
ВВС США также рассматривают покупку этого самолёта для замены парка устаревающих Boeing E-3 Sentry, чтоб не тратить средства на разработку нового самолёта. Контракт может быть заключён уже в 2023 году.

## Лётно-технические характеристики

### Технические характеристики
- Экипаж: 2 пилота, от 6 до 10 офицеров
- Длина: 33,6 м
- Размах крыльев: 35,8 м
- Высота: 12,5 м
- Максимальная взлётная масса: 77600 кг
- Силовая установка: 2хCFM International CFM56-7B27A

### Лётные характеристики
- Крейсерская скорость: 850 км/ч
- Практическая дальность: 4900 км
- Практический потолок: 12500 м

### Авионика
- Многофункциональная РЛС «Меса» (MESA — Multi-role Electronically Scanned Array) с активной фазированной антенной решёткой Northrop Grumman. Дальность обнаружения - 850км на высоте от 9км.
- Станция спутниковой связи
- Комплекс защиты от ракет «земля-воздух» и «воздух-воздух»